# Charlie Guest
Charlotte Mary Guest detta Charlie (Perth, 30 dicembre 1993) è un'ex sciatrice alpina britannica.

## Biografia
Specialista delle prove tecniche attiva dal dicembre del 2008, la Guest ha esordito in Coppa Europa il 10 gennaio 2013 a Melchsee-Frutt in slalom speciale (41ª), in Coppa del Mondo il 15 gennaio 2013 a Flachau nella medesima specialità, senza qualificarsi per la seconda manche, ai Campionati mondiali a Vail/Beaver Creek 2015, dove si è classificata 43ª nello slalom gigante e 32ª nello slalom speciale, e ai Giochi olimpici invernali a Pyeongchang 2018, dove si è piazzata 33ª nello slalom speciale e 5ª nella gara a squadre. Ai Mondiali di Åre 2019 si è classificata 24ª nello slalom speciale e 9ª nella gara a squadre; il 3 marzo 2019 ha colto a Jasná in slalom speciale il suo primo podio in Coppa Europa (2ª) e il 17 marzo successivo a Folgaria la prima vittoria, nella medesima specialità. Ai Mondiali di Cortina d'Ampezzo 2021 si è classificata 12ª nella gara a squadre, non ha completato lo slalom speciale e non si è qualificata per la finale nello slalom parallelo; il 21 marzo dello stesso anno ha conquistato a Reiteralm in slalom speciale l'ultima vittoria in Coppa Europa.
L'anno dopo ha ottenuto il miglior risultato in Coppa del Mondo, classificandosi 13ª nello slalom speciale disputato a Schladming, e ai successivi XXIV Giochi olimpici invernali di Pechino 2022, sua ultima presenza olimpica, si è piazzata 21ª nello slalom speciale; ai Mondiali di Courchevel/Méribel 2023, suo congedo iridato, è stata 31ª nella medesima specialità. Il 21 febbraio 2024 ha ottenuto a Malbun in slalom speciale l'ultimo podio in Coppa Europa (2ª); si è ritirata al termine di quella stessa stagione 2023-2024 e la sua ultima gara in carriera è stata lo slalom speciale di Coppa del Mondo disputato il 16 marzo a Hafjell.

## Palmarès

### Coppa del Mondo
- Miglior piazzamento in classifica generale: 73ª nel 2022

### Coppa Europa
- Miglior piazzamento in classifica generale: 21ª nel 2020
- 8 podi:
  - 3 vittorie
  - 3 secondi posti
  - 2 terzi posti

#### Coppa Europa - vittorie
| Data            | Località  | Paese    | Specialità |
| --------------- | --------- | -------- | ---------- |
| 17 marzo 2019   | Folgaria  | Italia   | SL         |
| 23 gennaio 2020 | Hasliberg | Svizzera | SL         |
| 21 marzo 2021   | Reiteralm | Austria  | SL         |

Legenda:

SL = slalom speciale

### Australia New Zealand Cup
- Miglior piazzamento in classifica generale: 7ª nel 2014
- Vincitrice della classifica di slalom gigante nel 2014
- 4 podi:
  - 2 vittorie
  - 1 secondo posto
  - 1 terzo posto

#### Australia New Zealand Cup - vittorie
| Data             | Località     | Paese         | Specialità |
| ---------------- | ------------ | ------------- | ---------- |
| 9 settembre 2013 | Cardrona     | Nuova Zelanda | GS         |
| 30 agosto 2018   | Coronet Peak | Nuova Zelanda | SL         |

Legenda:

GS = slalom gigante

SL = slalom speciale

### Far East Cup
- Miglior piazzamento in classifica generale: 50ª nel 2018

### Campionati britannici
- 5 medaglie:
  - 5 argenti (discesa libera, supergigante, slalom gigante, slalom speciale, supercombinata nel 2012)